# Гандалбос
Гандалбос (ингуш. ГӀандал-Босе) — отдельные дворы в Сунженском районе Ингушетии. Территориально входит в сельское поселение Даттых.

## География
Гандалбос расположен на левом берегу реки Фортанга, у подножия горного хребта Аждук. Ближайшие населённые пункты: на севере — село Аршты, на юго-западе (выше по течению Фортанги) — село Даттых, на северо-востоке (ниже по течению Фортанги) — село Бамут (Чечня).

## История
Является старинным родовым селением орстхойского тайпа Гандалой. C 1926 года Гандалбос входило в состав Галашкинского района Ингушской автономной области. В 1865 году представители тайпа переселились в Османскую империю.
По данным переписи 1926 года в селе проживали ингуши. Население села по состоянию на 1988 год составляло около 10 чел. По состоянию на 1995 год Гандалбос обозначался на картах как жилое поселение.
В 2021 году на территории села Даттых начались работы по прокладке асфальтированной дороги.